# Johann Jacob Schweppe
Johann Jacob Schweppe (Witzenhausen, 16 marzo 1740 – Ginevra, 18 novembre 1821) è stato un inventore e imprenditore tedesco; a lui si deve l'invenzione dell'acqua tonica che porta il suo nome, Schweppes.

## Biografia
Johann Jakob Schweppe nei primi anni fino al 1766 esercitò la professione di argentiere e orologiaio presso Ginevra e nel 1767 si sposò con Eleonore Roget. Grazie anche all'aiuto della moglie, nel 1780 Schweppe, sviluppando un'invenzione di Joseph Priestley, ideò un sistema a livello industriale per addizionare l'acqua di anidride carbonica. Nel 1783 Schweppe lo brevettò come ausilio medico.
Con il meccanico Nicolas Paul e il farmacista Henri-Albert Gosse fondarono nel 1790 a Ginevra una fabbrica per la produzione di acqua tonica. Nel 1792 fondano una filiale a Londra nella Drury Lane. Paul e Gosse si trasferirono nel 1796 nella filiale londinese, e Schweppe vendette 3/4 del capitale nel 1802 e ritornò a Ginevra. L'azienda rimase con nome Schweppes e conosciuta ancora oggi come Soft Drink Manufactures Schweppes Ltd. London. Famous since 1783 (cfr. Cadbury). 
La designazione di Indian Tonic Water. Limonata, Chinino presente sulle etichette fu un'idea di Schweppe, contro la malaria come profilassi, sciogliendo tavolette di chinino nell'acqua limonata. Fu rinomata nelle colonie britanniche d'oriente; il successo fu tale da divenire fornitore ufficiale dell'Impero britannico nel 1831. Nel 1836 fu designata con Royal Warrant da Guglielmo IV del Regno Unito, che adottò la bevanda con il titolo presente ancora oggi "by appointment of".